# Papir judicial de Torí
El papir judicial de Torí (també anomenat papir legal de Torí i papir de la Conspiració de l'Harem) és el registre històric del judici que es va fer als acusats de l'anomenada conspiració de l'Harem, un complot per a assassinar el faraó Ramsès III (de la dinastia XX de l'antic Egipte). El papir conté principalment resums de les acusacions, de les condemnes i dels càstigs imposats als enjudiciats pel magnicidi.
Existeixen dos papirs més que descriuen els aspectes màgics del cas: els papirs Rollin i Lee, en què s'expliquen els rituals màgics que es van fer servir i els càstigs aplicats, que en tots els casos van significar la pena de mort.

## Antecedents històrics
El regnat de Ramsès III es caracteritza pels conflictes externs i el deteriorament intern, aspectes que possiblement van afeblir la posició del faraó, que estava envoltat de servents i funcionaris d'ascendència estrangera. N'és un exemple l'aparent incapacitat del funcionariat per pagar els treballadors de Deir el Medina, fet que va desembocar en la primera vaga registrada de la història de la humanitat l'any 29 del regnat de Ramsès. En aquest ambient d'incertesa, la reina Tiy va voler substituir pel seu fill Pentauer l'hereu designat per Ramsès, Ramsès-Hekma-Meriamon, un dels fills de la gran esposa reial Iset (Isis), i no va tenir problemes per a trobar aliats poderosos.

## La conspiració
Tiy va reclutar Pebekkamen i uns quants oficials destacats que servien prop del rei. Els implicats van aconseguir figures de cera màgiques, amb les quals creien que podrien inhabilitar la guàrdia reial. L'atac principal contra el rei provenia de dins l'harem i tenia el suport d'una revolta a l'exterior. Es va descobrir la conjura i els conspiradors van ser arrestats i duts a judici.

## El judici

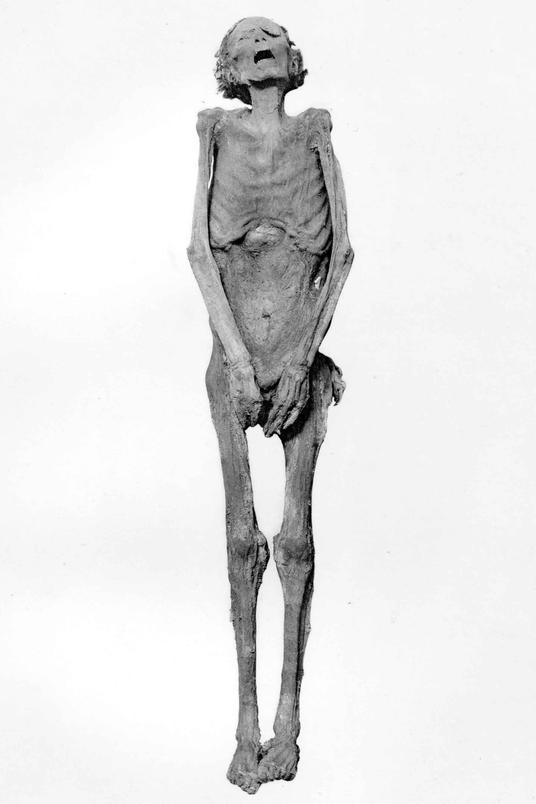
Mòmia trobada a la TT320. Catalogada com a "home desconegut E"; es tracta probablement del príncep Pentauer

El tribunal estava format per dotze jutges, entre ells dos supervisors de la casa Blanca (el Tresor, a l'antic Egipte) i deu oficials més de rang inferior. Les ordres que instrueix el rei al tribunal són les de fer justícia sense referir-se a ell. Alguns interpreten aquest fet com un intent per part del rei de mantenir-se al marge i no poder ser culpat del destí dels acusats.
El papir no descriu els procediments judicials de manera detallada, sinó que es tracta més aviat d'una llista dels acusats -als quals es refereix sovint emprant pseudònims com el de Mesedsura, que significa 'Ra l'odia'-, dels crims de què se'ls acusa i de la seva sentència. Les accions i decisions del tribunal es resumeixen així:
| « | El van col·locar davant dels nobles del tribunal; el van considerar culpable; van fer que el càstig recaigués sobre ell. | » |

Tenint en compte la gravetat dels delictes comesos, existeix la creença generalitzada que se'ls va aplicar la pena de mort. No es menciona la forma d'execució. A alguns dels acusats, entre ells Pentauer, el fill de Ramsès, se'ls va permetre (o se'ls va obligar a) suïcidar-se. El text s'hi refereix de manera lacònica:
| « | Ells (els jutges) el van deixar al seu lloc, ell es va treure la vida. | » |

Durant el judici, va succeir un incident escandalós: cinc dels jutges reials es van embolicar amb sis de les dones acusades. Un dels jutges va ser condemnat a suïcidar-se, tres en van ser mutilats (nas i orelles) i un només va ser-ne reprès.

## Conseqüències

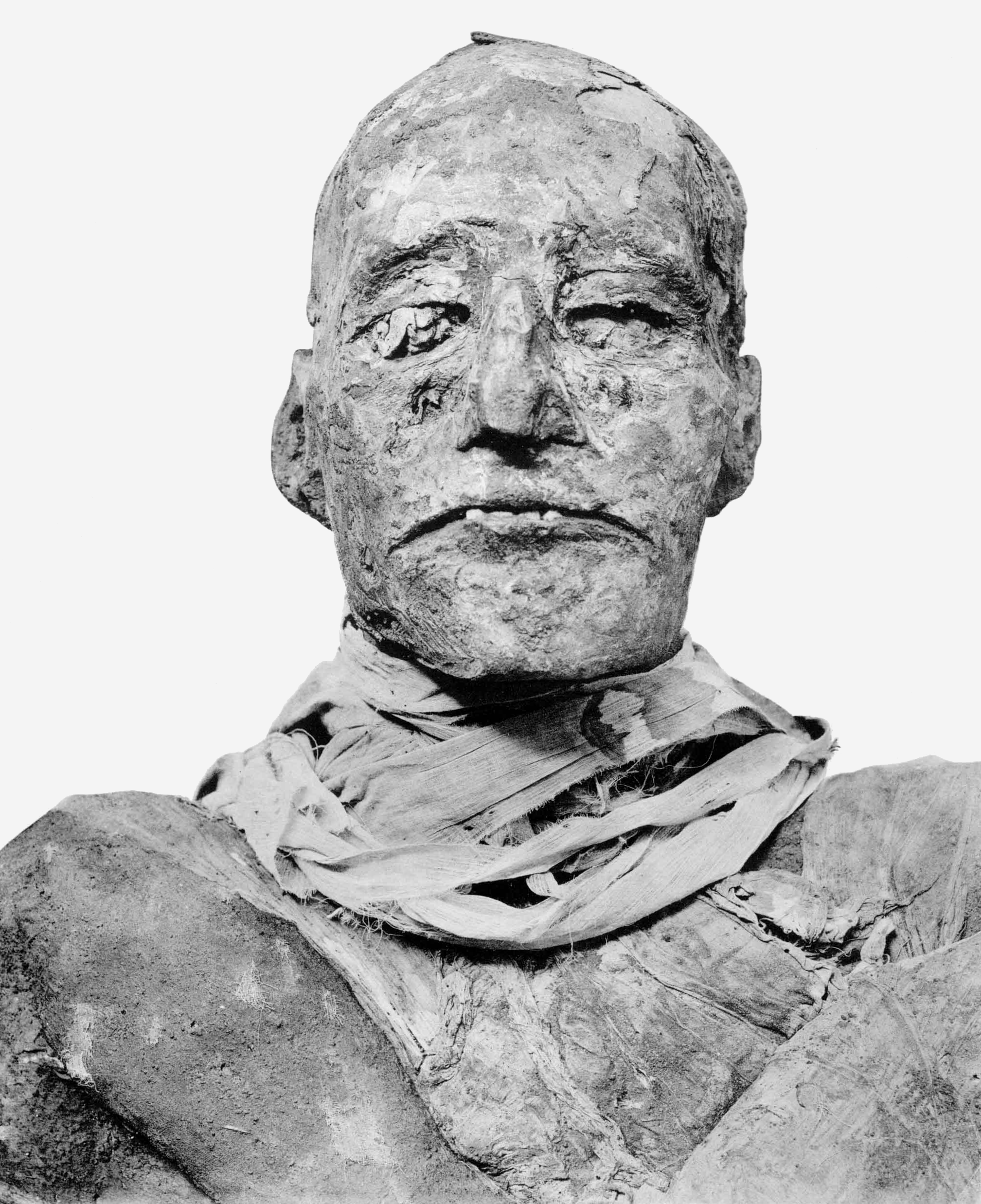
Detall del cap de la mòmia de Ramsès III

Ramsès va morir abans que s'escrivissin els registres que han sobreviscut, ja que en aquests documents se l'esmenta amb el títol de "gran Déu", que en aquella època era un terme emprat només per a designar els reis que ja havien mort. Probablement, va morir degollat durant la conspiració, tal com ha revelat una tomografia de la seva mòmia. El va succeir el seu fill Ramsès-Hekma-Meriamon, conegut arreu com a Ramsès IV.